# باي ستوديوز
باي ستوديوز (بالإنجليزية: Pi Studios) هي شركة أمريكية مطورة لألعاب الفيديو، تأسست عام 2002. تم الإعلان عن توقف أنشطتها في 2011 وإنشاء فريق العمل لشركة جديدة.

## ألعاب طورتها
- Bonk: Brink of Extinction (ألغيت)
- Bomberman Live: Battlefest (2010)
- Quake Arena Arcade (إكس بوكس لايف آركيد) (2010)
- The Beatles: Rock Band (وي) (2009)
- ولفينشتاين (سلاسل ألعاب فيديو) (2009)
- Rock Band Classic Rock  [لغات أخرى]‏ (بلاي ستيشن 2)(بلاي ستيشن 3)(إكس بوكس 360)(وي) (2009)
- كول أوف ديوتي: ورلد أت وور (2008)
- Rock Band 2 (بلاي ستيشن 2) (2008)
- Rock Band 2 (وي) (2008)
- المرتزقة 2: العالم في اللهب (بلاي ستيشن 2) (2008)
- Rock Band Track Pack Vol. 1  [لغات أخرى]‏ (بلاي ستيشن 2)(وي) (2008)
- Rock Band Track Pack Vol. 2 (بلاي ستيشن 2)(بلاي ستيشن 3)(إكس بوكس 360)(وي) (2008)
- Rock Band AC/DC (بلاي ستيشن 2)(بلاي ستيشن 3)(إكس بوكس 360)(وي) (2008)
- Rock Band  [لغات أخرى]‏ (وي) (2008)
- Rock Band  [لغات أخرى]‏ (بلاي ستيشن 2) (2007)
- هيلو 2 (ويندوز الكمبيوتر الشخصي) (2007)
- كول أوف ديوتي 3 (2006)
- Call of Duty 2: Big Red One (2005)
- كول أوف ديوتي: يونايتد أوفينسف (2004)